# چمازین
چمازین، روستایی است از توابع بخش لاله‌آباد شهرستان بابل در استان مازندران، ایران.

## جمعیت
این روستا در دهستان کاری‌پی قرار دارد و براساس سرشماری مرکز آمار ایران در سال ۱۳۸۵، جمعیت آن ۷۵۸ نفر (۱۷۷خانوار) بوده‌است.

## اماکن مذهبی
امامزاده عبدالله چمازین در این روستا واقع شده است و هر ساله در روز عاشورای حسینی دسته های عزاداری بسیاری از شهرها و روستاهای اطراف به این مکان شریف آمده و عزاداری می کنند. در طول سال نیز مسافران زیادی به ویژه کسانی که از منطقه شناخت دارند به زیارت این مکان مقدس می روند.

## جغرافیای روستا
طبیعت این روستا دارای چشم انداز زیبای شالیزار و باغ های مرکبات است که در فصل بهار و شکوفه دادن درختها و همچنین سبز شدن شالیزارها زیبایی خاصی به خود می گیرد.
همچنین این روستا دارای یک آب بندان به وسعت 16 هکتار می باشد که در حال حاضر جهت پرورش ماهی استفاده شده و چشم اندازی بسیار زیبا دارد. در گذشته این آب بندان از نیلوفرهای آبی پوشده بود و پرندگان مهاجر بسیاری به این مکان مهاجرت می کردند. در حال حاضر نیز با وجود پوشش گیاهی اطراف آب بندان بسیار زیبا بوده و توان جذب تعداد زیادی از گردشگران را داراست. نزدیکی آب بندان به امامزاده عبدالله و فروشگاه های داخل روستا خود باعث حضور بیشتر گردشگران می باشد.